# Buton

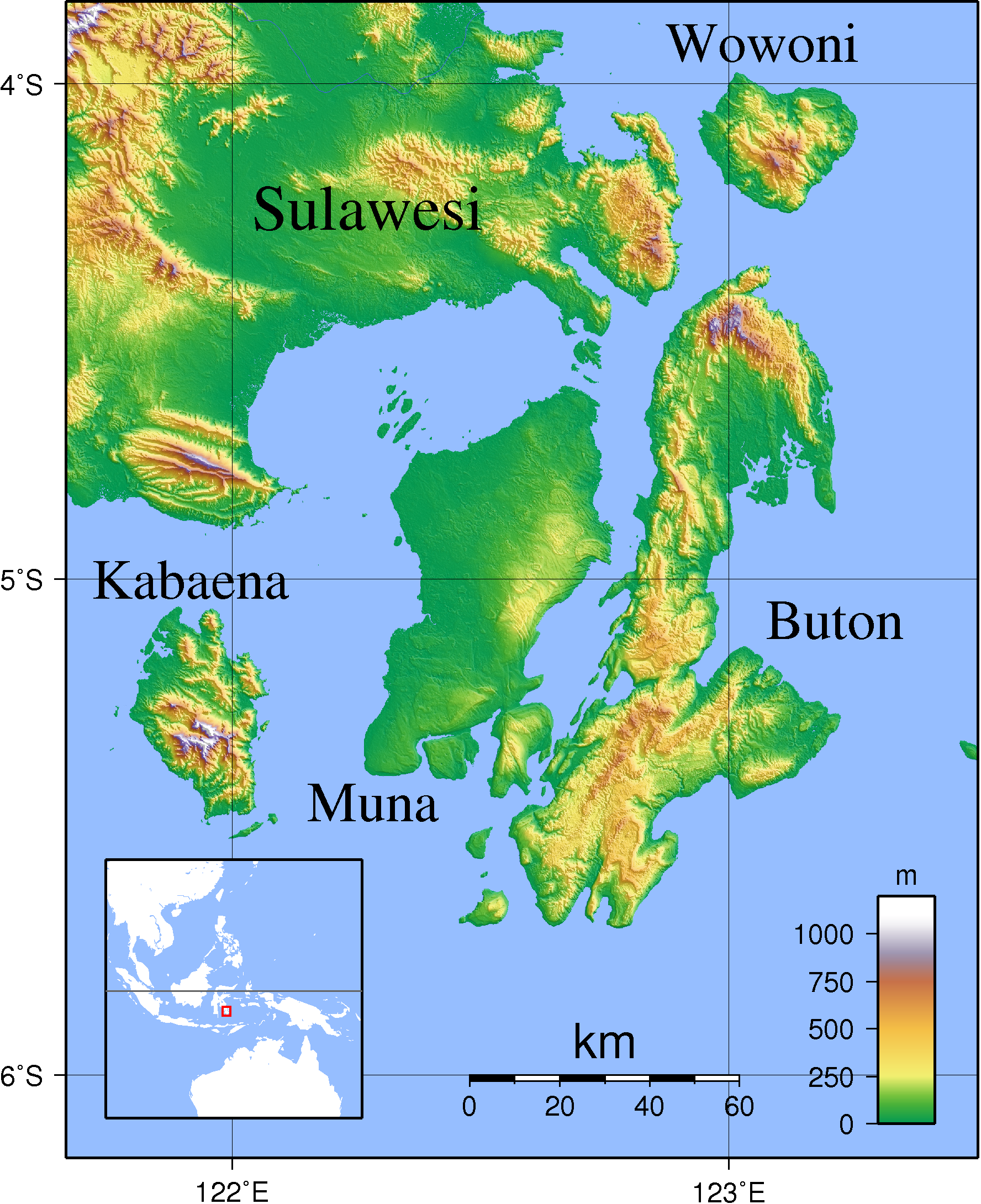
Buton và các đảo xung quanh

Buton (còn gọi là Butung, Boeton hoặc Button) là một đảo tại Indonesia nằm ngoài khơi bán đảo đông nam của đảo Sulawesi. Đảo có diện tích khoảng 4.727 km2, ngang với đảo Madura; đây là đảo lớn thứ 129 trên thế giới và là đảo lớn thứ 19 của Indonesia.

## Lịch sử

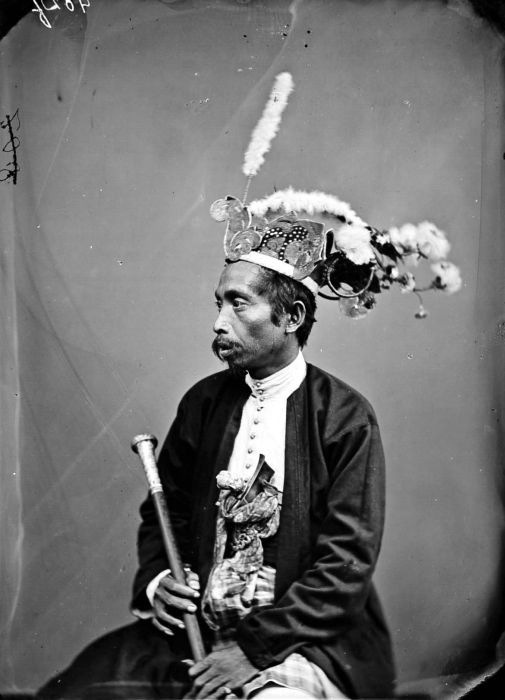
Thủ tướng của Buton

Vào thời kỳ tiền thuộc địa, đảo khi đó thường được gọi là Butung, nằm trong vùng ảnh hưởng của Ternate. Đặc biệt là vào thế kỷ 16, Buton đóng vai trò là một trung tâm khu vực thứ cấp quan trọng trong Đế quốc Ternate, kiểm soát mậu dịch khu vực và thu thập đồ cống nạp để gửi đến Ternate.
Vương quốc Hồi giáo Buton cai trị đảo từ thế kỷ 14 đến thế kỷ 20. Sultan Murhum là quân chủ Hồi giáo đầu tiên trên đảo, ông được nhớ đến khi tên được đặt cho cảng chính của đảo là cảng Murhum tại Baubau.

## Địa lý
Đô thị lớn nhất trên đảo là Baubau, là nơi nói tiếng Wolio và Cia-Cia. Các đảo lớn lân cận bao gồm Wawonii (ở phía bắc), Muna và Kabaena (ở phía tây) và Siumpu (ở phía tây nam). Quần đảo Tukangbesi nằm ngay phía đông, là nơi nói tiếng Tukang Besi, và tách biệt qua vịnh Kolowana Watabo. Đảo Batuatas nằm ở phía nam. Hành lang Bouton (như tên vào thời tiền độc lập) là một điểm hàng hải liên đảo quan trọng của phần phía bắc biển Flores.

## Sinh thái
Phần lớn đảo có rừng mưa bao phủ và nổi tiếng về đời sống hoang dã. Đây là một trong hai môi trường sống của loài trâu đặc hữu của đảo Sulawesi là anoa.

## Cư dân

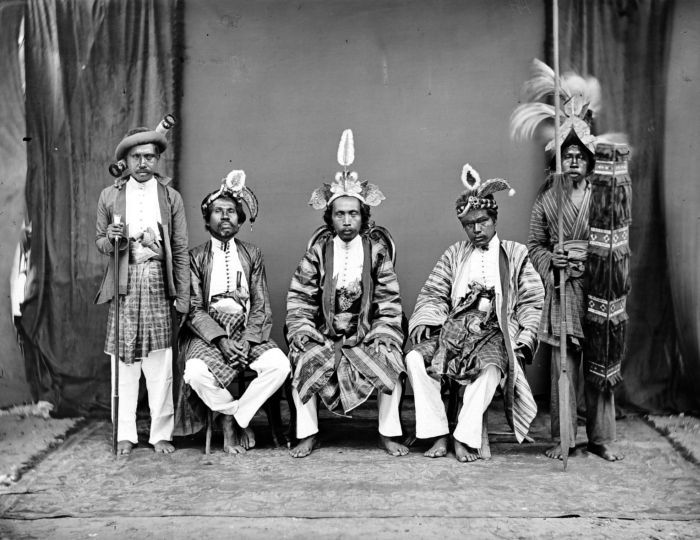
Chân dung một phái đoàn từ Buton

Các ngôn ngữ được nói trên đảo Buton gồm có Wolio, Cia-Cia, nhiều phương ngữ của tiếng Muna, Tukang Besi, Kumbewaha, Lasalimu, Kamaru, Pancana, Busoa, Taloki, Kulisusu and Kioko. Ngôn ngữ quốc gia tiếng Indonesia cũng được dùng rộng rãi và được dạy trong trường học.
Năm 2009, bộ lạc Cia-Cia ở thành phố Baubau bắt đầu sử dụng bảng chữ cái Hangul của Hàn Quốc cho ngôn ngữ của họ, dựa trên sách giáo khoa do Hiệp hội Hunminjeongeum tạo ra, một hiệp hội ngôn ngữ ở Seoul, nhưng vào năm 2012, có thông tin cho rằng việc áp dụng cuối cùng đã thất bại và bị hủy bỏ.

## Kinh tế
Đảo này có trữ lượng lớn nhựa đường tự nhiên và một số khoáng sản khác. Nhựa đường từ Buton có thể được sử dụng làm chất điều chỉnh bitum  cũng như thay thế cho nhựa đường dầu mỏ. Do đó, nhựa đường tự nhiên có thể được sử dụng để giảm sự phụ thuộc vào các nguồn tài nguyên dựa trên hóa thạch truyền thống.

## Hành chính
Về mặt hành chính, đảo Buton được chia thành 5 đơn vị hành chính loại hai (Daerah Tingkat II): Thành phố Baubau, huyện Buton, (một phần) huyện Nam Buton (bao gồm các đảo nhỏ ở phía tây và nam của Buton), huyện Bắc Buton và (một phần) huyện Muna. 
| Kabupaten                 | Diện tích (km2) | Dân số điều tra 2010 | Dân số điều tra 2020 | Bao gồm                                                                   |
| ------------------------- | --------------- | -------------------- | -------------------- | ------------------------------------------------------------------------- |
| Huyện Bắc Buton           | 1.923,03        | 54.736               | 66.653               | Tất cả các khu                                                            |
| Huyện Muna (bộ phận)      | 400,78          | 19.488               | 22.534               | Các khu Pasih Putih, Pasi Kolaga, Wakorumba Selatan, Batukara và Maligano |
| Huyện Buton               | 1.648,04        | 94.388               | 115.207              | Tất cả các khu                                                            |
| Thành phố Baubau          | 295,07          | 136.991              | 159.248              | Tất cả các khu                                                            |
| Huyện Nam Buton (bộ phận) | 460,15          | 41.886               | 51.257               | Các khu Sampolawa, Lapandewa và Batauga                                   |
| Tổng cộng                 | 4.727,07        | 347.489              | 414.899              |                                                                           |

Tuy nhiên, quần đảo Buton được quản lý bởi thêm bốn huyện: phần còn lại của huyện Muna và huyện Nam Buton, cùng với huyện Tây Muna, huyện Wakatobi, huyện Trung Buton (không bao gồm bất kỳ phần nào của đảo Buton), và (một phần của) huyện Bombana